# Biegnijmy
Biegnijmy – pierwszy singel polskiego piosenkarza Dawida Kwiatkowskiego z jego debiutanckiego albumu studyjnego 9893. Wydany został 19 lipca 2013 roku przez wytwórnię płytową My Music. Do singla nakręcono teledysk. Producentem i kompozytorem oraz twórcą tekstu w wersji singlowej jest Adi Owsianik. Współautorem tekstu jest Dawid Ostrzołek. Reedycja utworu w wersji albumowej została wykonana przez Pawła Gawlika oraz zespół Dawida Kwiatkowskiego.

## Lista utworów i formaty singla
Opracowano na podstawie materiału źródłowego.
- digital download

1. "Biegnijmy" – 3:10